# Afonso Sousa
Afonso Gamelas de Pinho Sousa (Aveiro, 15 de febrero de 2000) es un futbolista portugués que juega de centrocampista en el Samsunspor de la Superliga de Turquía.

## Trayectoria
Nacido en Aveiro, regresó a los 13 años a la cantera del F. C. Porto, tras una primera etapa en 2009. Debutó con el equipo de reserva en la Segunda División de Portugal el 25 de agosto de 2019, jugando toda la victoria a domicilio por 3-1 ante el S. C. Farense y marcando en el partido.
Formó parte de la plantilla que ganó la Liga Juvenil de la UEFA 2018-19, destacando su gol en la victoria por 3-1 sobre el Con F. C. en la final.
El 9 de septiembre de 2020 firmó un contrato de cuatro años con el Belenenses SAD, reteniendo el Porto el 50 % de los derechos del jugador. Jugó su primer partido en la competición nueve días después, sustituyendo en el minuto 67 a Silvestre Varela en la derrota por 1-0 a domicilio del Vitória de Guimarães. Marcó su primer gol el 20 de diciembre, justo antes del descanso, en la victoria por 2-1 en casa contra el S. C. Braga.
El 30 de junio de 2022 fichó por el Lech Poznań, con un contrato de cuatro años, por una cantidad que rondaba los 1,200,000 euros. Debutó en competición el 9 de julio, como suplente, en la derrota por 2-0 en la Supercopa de Polonia ante el Raków Częstochowa.

## Selección nacional
Ha sido 43 veces internacional con Portugal en todas las categorías inferiores, empezando con la selección sub-15 en 2015. Su primera aparición con la selección sub-21 se produjo el 7 de octubre de 2021, en una goleada por 11-0 en casa ante Liechtenstein en la fase de clasificación para la Eurocopa Sub-21 de 2023. Marcó su primer gol el 24 de septiembre siguiente, cerrando la victoria por 4-1 sobre Georgia en un amistoso.

## Vida personal
Tanto su padre Ricardo, como su abuelo António, jugaron como centrocampistas y más tarde ejercieron de entrenadores.

## Estadísticas

### Clubes
Actualizado al último partido disputado el 30 de abril de 2023.
| Club                     | Div.          | Temporada     | Liga  | Liga  | Copas nacionales | Copas nacionales | Copas internacionales | Copas internacionales | Total | Total |
| Club                     | Div.          | Temporada     | Part. | Goles | Part.            | Goles            | Part.                 | Goles                 | Part. | Goles |
| ------------------------ | ------------- | ------------- | ----- | ----- | ---------------- | ---------------- | --------------------- | --------------------- | ----- | ----- |
| F. C. Porto "B" Portugal | 2.ª           | 2019-20       | 21    | 6     | ―                | ―                | ―                     | ―                     | 21    | 6     |
| F. C. Porto "B" Portugal | Total club    | Total club    | 21    | 6     | 0                | 0                | 0                     | 0                     | 21    | 6     |
| Belenenses SAD Portugal  | 1.ª           | 2020-21       | 32    | 2     | 3                | 0                | ―                     | ―                     | 35    | 2     |
| Belenenses SAD Portugal  | 1.ª           | 2021-22       | 30    | 1     | 4                | 2                | ―                     | ―                     | 34    | 3     |
| Belenenses SAD Portugal  | Total club    | Total club    | 62    | 3     | 7                | 2                | 0                     | 0                     | 69    | 5     |
| Lech Poznań II · Polonia | 3.ª           | 2022-23       | 1     | 0     | ―                | ―                | ―                     | ―                     | 1     | 0     |
| Lech Poznań II · Polonia | Total club    | Total club    | 1     | 0     | 0                | 0                | 0                     | 0                     | 1     | 0     |
| Lech Poznań · Polonia    | 1.ª           | 2022-23       | 24    | 4     | 2                | 1                | 8                     | 2                     | 34    | 7     |
| Lech Poznań · Polonia    | Total club    | Total club    | 24    | 4     | 2                | 1                | 8                     | 2                     | 34    | 7     |
| Total carrera            | Total carrera | Total carrera | 108   | 13    | 9                | 3                | 8                     | 2                     | 125   | 18    |

## Palmarés

### Títulos nacionales
| Título      | Club        | País    | Año  |
| ----------- | ----------- | ------- | ---- |
| Ekstraklasa | Lech Poznań | Polonia | 2025 |